# Таналык
Таналы́к (баш. Таналыҡ) — река в Республике Башкортостан и Оренбургской области, правый приток Урала.
Протекает через город Баймак, села Бурибай и Акъяр.

## Этимология названия
Таналыҡ, по справочнику, это сложение основы тана — «годовалый телёнок» и аффикс -лыҡ (с ссылкой на «Краеведческий сборник», 1930. С. 70). Есть и другой путь: выводить топоним из слова тана — название рода у башкир и казахов.

## География реки
Длина 225 км, площадь водосбора 4160 км², густота речной сети 0,24 км/км², модуль годового стока 2,0 л/с км². Ширина реки варьирует от 2 м до 35 м, глубина — 0,5—2,0 м. Скорость течения 0,1—0,2 м/с. Средний расход воды в 59 км от устья — 2,96 м³/с.
Таналык берёт начало из предгорий хребта Ирендык, немного южнее озера Талкас на высокой Сакмаро-Таналыкской равнине. Питание в основном снеговое, частично рекой Шугур из озера. В верховье, возле оз. Талкас — водохранилище Серек-Куль. В верхнем течении реки преобладающими формами рельефа являются горные хребты и обширные предгорные террасы. После прохождения города Баймак Таналык выходит на равнину. В среднем и нижнем течении рельеф принимает сопочный характер. Преобладает горный выщелоченный чернозём.
Далее Таналык течёт на юг через посёлки Первомайский, Уфимский, и возле села Хворостянское образует Таналыкское водохранилище площадью 201 га и глубиной 36 метров с Таналыкской микро- гидроэлектростанцией.
До Самарского, в месте бывшего населённого пункта Ишмухаметово в Таналык справа впадает крупный приток Бузавлы́к, далее возле сёл Бурибай и Акъяр в Таналык впадают притоки Еранагас и Ташла. После них река поворачивает на северо-восток и впадает в Ириклинское водохранилище на границе республики Башкортостан и Оренбургской области, питая реку Урал.

## Промышленное использование
Таналык половодный весной, к осени практически пересыхает. Частично это компенсируется водохранилищем. Вода из Таналыка используется в горнодобывающем производстве в Баймаке и Бурибае, и в сельском хозяйстве Баймакского и Хайбуллинского районов РБ.

## Речное русло
Дно каменисто-галечниковое. В ряде мест — заиленное (преимущественно на участках примыкания к реке пахотных угодий).

## Притоки (км от устья)
- 58 км: река Макан
- 76 км: река Туратка (Каны-Кабак)
- 93 км: река Ташла
- 112 км: река Еранагас
- 124 км: река Бузавлык (Большой Бузавлык, Бузулук)
- 173 км: река без названия
- 178 км: река без названия